# Blumenauer-Zeitung
Blumenauer-Zeitung foi um periódico editado na cidade brasileira de Blumenau, publicado quase inteiramente em língua alemã.

## História
Fundado em 1881 por Hermann Baumgarten, o periódico tinha uma tiragem semanal todos os sábados em 4 páginas com um formato de 30x39,5 cm. A primeira edição foi publicada no dia 1 de janeiro de 1881. Apresentando letras no estilo gótico, era considerado um periódico tradicionalista, com a maioria dos seus membros atrelados ao partido conservador. Através das suas publicações, o jornal esteve ligado aos indivíduos mais influentes de Blumenau na época. Foi o primeiro jornal desta cidade, e a sua publicação alcançava a nível nacional Itajaí, Brusque, Joinville, Florianópolis, Rio de Janeiro, e a nível internacional a Alemanha.
Dois anos depois da sua fundação, começou a circular o The Immigrant, fundado em 1883 para concorrer contra o Blumenauer Zeitung.

## Direção e encerramento
Após o falecimento do fundador em 1908, a direção do periódico foi assumida até 1912 pelo seu filho, Alfredo Baumgarten. A 2 de dezembro de 1938, o jornal encerrou a sua atividade.
Atualmente, as publicações do jornal encontram-se digitalizadas e publicadas online.